# Fredrik I av Baden-Baden
Fredrik I av Baden-Baden, född 1249, död 20 oktober 1268 var burggreve av Baden 1250-1268.
Fredrik var son till burggreve Herman VI av Baden och hans hustru Gertrud av Österrike. Redan vid ett års ålder blev han efter sin faders död med farbrodern Rudolf I av Baden som förmyndare greve av Baden. Fredrik växte upp vid det Bayerska hovet med sin vän Konradin, son till Konrad IV av Tyskland. Tillsammans med Konradin deltog han 1267 i dennes tåg över Alperna för att underkuva Italienarna. I slaget vid Tagliacozzo eller Scurcola i Abruzzo den 23 augusti 1268 blev de dock besegrade och måste fly. De båda kamraterna infångades dock och avrättades båda 29 oktober 1268.